# صليبا خميس
صليبا خميس (20 أكتوبر 1922 - 31 أغسطس 1994)، هو سياسي وكاتب شيوعي من فلسطيني ال 48، شغل مناصب قيادية في الحزب الشيوعي الاسرائيلي، ومنصب رئيس تحرير صحيفة الاتحاد، وسكرتير لجنة الدفاع عن الأراضي وكان من قيادي يوم الأرض عام 1976.
عاش معظم حياته في مدينتي الناصرة وحيفا. تزوّج من أرنا مير، شيوعية وناشطة حقوق إنسان، وأنجبا ثلاثة أبناء منهم الممثل والناشط جوليانو مير خميس. توفي في جنيف عام 1994، خلال تواجده لحضور مؤتمر دولي هناك، ونقل جثمانه إلى مثواه الأخير في حيفا.

## حياته
ولد صليبا خميس في مدينة نابلس. وعاش في مدينة الناصرة وأنهى دراسته الابتدائية والثانوية فيها. كانت أولى تجاربه السياسية في العام 1936، حين اعتقل على أيدي قوات الانتداب البريطاني بعد مشاركته في مظاهرة لطلاب المدرسة الثانوية في الناصرة مناصرة للثورة الفلسطينية ضد الانتداب.
درس بعد تخرجه من ثانوية الناصرة بمدرسة «الفرندز» في رام الله، ومن ثم عمل في دائرة التموين ودائرة الأشغال العامة التي عمل فيها والده خليل خميس سابقاً.
التحق بعصبة التحرر الوطني في فلسطين في منتصف الأربعينات. في 12 يوليو 1948، قبل أيام من احتلال الناصرة اعتقل جيش الإنقاذ صليبا خميس وبعض أعضاء عصبة التحرر الوطني لتأييدهم قرار التقسيم. ثم أطلق سراحهم بعد دفاع أهالي الناصرة وزملائه في العصبة ومنهم الشاعر الشهيد عبد الرحيم محمود، الذي قُتل بعد ذلك بيوم في معركة الشجرة.
بعد احتلال الناصرة انتخب صليبا خميس سكرتيرا لعصبة التحرر الوطني في المدينة التي أصبحت تحمل اسم الحزب الشيوعي الإسرائيلي بعد مؤتمر الوحدة بين الشيوعيين اليهود والعرب في تشرين الثاني 1949. ثم انتخب عضواً في اللجنة المركزية للحزب، وبعدها عضوا في المكتب السياسي وسكرتارية اللجنة المركزية.
اعتقل إداريا في العام 1958 من قبل السلطات الإسرائيلية إبان مواجهات أول أيار بين السلطة والشيوعيين، حيث تنقّل بين سجون الجلمة والرملة والدامون وغيرها.
عُيّن رئيسا لتحرير صحيفة «الاتحاد» في سنة 1967، وفي مطلع عام 1968 أوفد لتمثيل الحزب الشيوعي في تشيكوسلوفاكيا، حيث عمل في مكتب صحيفة الأحزاب الشيوعية «الوقت»، ومن ثم «قضايا السلم والاشتراكية»، وعاد بعد سنوات لتسلم رئاسة تحرير المجلة الأدبية «الجديد».
كان من بين المبادرين في العام 1975 لتأسيس «لجنة الدفاع عن الأراضي» للتصدي لخطط مصادرة الأراضي العربية وتهويد الجليل، وشغل منصب سكرتيرها لسنوات طويلة، وكان من قيادي الإضراب التاريخي في يوم الأرض عام 1976.
في العام 1989 أُبعد صليبا عن مهامه الحزبية في الحزب الشيوعي الاسرائيلي، ونتيجة خلاف مع قيادة الحزب. وفي العام نفسه أسس مجلة «الفكر الجديد» التي صدر منها عددا واحدا فقط.
توفي في جنيف، خلال سفره لحضور مؤتمر دولي في 31 أغسطس 1994، على إثر حادث كسر تعرّض له. ودفن في مقبرة كفار سمير في حيفا.